# Craig Thompson
Craig Thompson (ur. 21 września 1975 w Traverse City) – amerykański scenarzysta i rysownik komiksowy. Autor wielokrotnie nagradzanych czarno-białych powieści graficznych.

## Powieści graficzne
- Żegnaj, Chunky Rice (Good-bye, Chunky Rice, 1999, wydanie polskie 2010)
- Blankets (Blankets, 2003, wydanie polskie 2006)
- Dziennik podróżny (Carnet de Voyage, 2004, wydanie polskie 2010)
- Habibi (Habibi, 2011, wydanie polskie 2012)
- Kosmiczne rupiecie (Space Dumplings, 2015, wydanie polskie 2016)

## Nagrody
- 2000 - Nagroda Harveya dla debiutanta za Żegnaj, Chunky Rice
- 2004 - Nagroda Eisnera za najlepszą powieść graficzną za Blankets
- 2004 - Nagroda Eisnera dla najlepszego scenarzysty i rysownika za Blankets
- 2004 - Nagroda Harveya dla najlepszego twórcy za Blankets
- 2004 - Nagroda Harveya dla najlepszego rysownika za Blankets
- 2004 - Nagroda Harveya za najlepszą powieść graficzną według oryginalnego pomysłu za Blankets
- 2004 - Nagroda Ignatza dla wybitnego twórcy za Blankets
- 2004 - Nagroda Ignatza za najlepszą oryginalną powieść graficzną lub zbiór za Blankets
- 2005 - Nagroda Krytyków francuskiego Stowarzyszenia Krytyków i Dziennikarzy Komiksowych za Habibi
- 2012 - Nagroda Eisnera dla najlepszego scenarzysty i rysownika za Habibi